# Elezioni primarie del Partito Repubblicano del 2024 (Stati Uniti d'America)
Le elezioni primarie del Partito Repubblicano statunitense del 2024 si sono tenute tra i mesi di gennaio e luglio dello stesso anno, in vista delle elezioni presidenziali di novembre.
Il 12 marzo 2024 l'ex presidente degli Stati Uniti Donald Trump riesce ad ottenere abbastanza delegati da essere ritenuto candidato in pectore del Partito Repubblicano, una settimana dopo la sua schiacciante vittoria al Super Tuesday tenutosi il 5 marzo, grazie alle vittorie nelle primarie in Georgia, Mississippi, Hawaii e Washington, e al ritiro dalla corsa della sua ultima sfidante Nikki Haley il 9 marzo.
Il 15 luglio i delegati assegnati nel corso delle primarie si sono riuniti e hanno ufficialmente nominato Donald Trump candidato ufficiale del Partito Repubblicano per la presidenza.

## Candidati
Più di 400 candidati si sono iscritti alla Commissione elettorale federale (FEC) per correre tra le file repubblicane nel 2024. Come nelle precedenti primarie, la gran parte di questi candidati non è riuscita a qualificarsi formalmente per apparire sulle schede elettorali, a raccogliere fondi, o a portare avanti la campagna elettorale.

### Eleggibilità
Il 19 dicembre 2023 la Corte suprema dello stato del Colorado ha stabilito che Trump non può partecipare alle primarie nello stato, poiché lo ha ritenuto non eleggibile alla presidenza in base alla Sezione 3 del 14° Emendamento, a causa del suo ruolo nell'assalto al congresso del 6 gennaio 2021, ma sospendendo la decisione in attesa dell'appello. Il 28 dicembre 2023 la segretaria di Stato del Maine ha annunciato che Trump non è eleggibile alla presidenza, citando la Sezione 3 del 14° Emendamento, ma sospendendo la decisione in attesa dell'appello. Il 28 febbraio 2024 il Tribunale della Contea di Cook in Illinois ha escluso Trump dalle elezioni nello stato, citando la Sezione 3 del 14° Emendamento, ma sospendendo la decisione in attesa dell'appello.
Il 4 marzo 2024 la Corte suprema degli Stati Uniti, nel caso Trump contro Anderson, ha annullato all'unanimità la decisione della Corte suprema del Colorado, stabilendo che gli stati non hanno l'autorità di applicare la Sezione 3 del 14° Emendamento per i candidati a elezioni federali.

### Candidati principali
| Nome         | Nome | Data e luogo di nascita                   | Cariche precedenti                       | Residenza | Candidatura                   | Note   |
| ------------ | ---- | ----------------------------------------- | ---------------------------------------- | --------- | ----------------------------- | ------ |
| Donald Trump |      | 14 giugno 1946 Queens, New York, New York | Presidente degli Stati Uniti (2017–2021) | Florida   | 15 novembre 2022 Deposito FEC | [ 16 ] |

### Candidati principali ritiratisi durante le primarie
| Nome            | Nome | Data e luogo di nascita                   | Cariche precedenti                                                                                     | Residenza        | Data ritiro                                              | Candidatura                   | Note   |
| --------------- | ---- | ----------------------------------------- | --- | ---------------- | -------------------------------------------------------- | ----------------------------- | ------ |
| Nikki Haley     |      | 20 gennaio 1972 Bamberg, Carolina del Sud | Ambasciatrice degli USA alle Nazioni Unite (2017–2018) Governatrice della Carolina del Sud (2011-2017) | Carolina del Sud | 6 marzo 2024                                             | 14 febbraio 2023 Deposito FEC | [ 18 ] |
| Ron DeSantis    |      | 14 settembre 1978 Jacksonville, Florida   | Governatore della Florida (2019-oggi) Membro della Camera dei rappresentanti (2013–2018)               | Florida          | 21 gennaio 2024 (endorsement a Trump)                    | 24 maggio 2023 Deposito FEC   | [ 21 ] |
| Asa Hutchinson  |      | 3 dicembre 1950 Bentonville, Arkansas     | Governatore dell'Arkansas (2015–2023) Amministratore della Drug Enforcement Administration (2001–2003) | Arkansas         | 16 gennaio 2024 (endorsement a Haley il 20 gennaio 2024) | 6 aprile 2023 Deposito FEC    | [ 24 ] |
| Vivek Ramaswamy |      | 9 agosto 1985 Cincinnati, Ohio            | Presidente esecutivo della Strive Asset Management (2022-oggi)                                         | Ohio             | 15 gennaio 2024 (endorsement a Trump)                    | 21 febbraio 2023 Deposito FEC | [ 27 ] |

### Candidati principali ritiratisi prima dell'inizio delle primarie
| Nome           | Nome | Data e luogo di nascita                              | Cariche precedenti | Residenza        | Data ritiro                                               | Candidatura                 | Note   |
| -------------- | ---- | ---------------------------------------------------- | --- | ---------------- | --------------------------------------------------------- | --------------------------- | ------ |
| Chris Christie |      | 6 settembre 1962 Newark, New Jersey                  | Governatore del New Jersey (2010–2018) Candidato alle primarie del partito Repubblicano per la carica di Presidente degli Stati Uniti (2016) Procuratore degli Stati Uniti per il distretto del New Jersey (2002–2008) | New Jersey       | 10 gennaio 2024                                           | 6 giugno 2023 Deposito FEC  | [ 29 ] |
| Doug Burgum    |      | 1º agosto 1956 Arthur, Dakota del Nord               | Governatore del Dakota del Nord (2016–oggi) | Dakota del Nord  | 4 dicembre 2023 (endorsement a Trump il 14 gennaio 2024)  | 7 giugno 2023 Deposito FEC  | [ 31 ] |
| Tim Scott      |      | 19 settembre 1965 North Charleston, Carolina del Sud | Senatore per la Carolina del Sud (2013–oggi) Membro della Camera dei rappresentanti dalla Carolina del Sud, 1º distretto (2009–2011)                                                                                   | Carolina del Sud | 12 novembre 2023 (endorsement a Trump il 19 gennaio 2024) | 19 maggio 2023 Deposito FEC | [ 33 ] |
| Mike Pence     |      | 7 giugno 1958 Columbus, Indiana                      | Vicepresidente degli Stati Uniti (2017–2021) Governatore dell'Indiana (2013–2017) | Indiana          | 28 ottobre 2023                                           | 5 giugno 2023 Deposito FEC  | [ 35 ] |
| Larry Elder    |      | 27 aprile 1952 Los Angeles, California               | Candidato alle primarie del Partito Repubblicano per la carica di Governatore della California (2021) | California       | 26 ottobre 2023 (endorsement a Trump)                     | 20 aprile Deposito FEC      | [ 37 ] |
| Perry Johnson  |      | 23 gennaio 1948 Dolton, Illinois                     | Fondatore della Perry Johnson Registrars, Inc. (1994–present) Candidato squalificato alle elezioni come Governatore del Michigan (2022)                                                                                | Michigan         | 20 ottobre 2023 (endorsement a Trump)                     | 2 marzo 2023 Deposito FEC   | [ 38 ] |
| Will Hurd      |      | 19 agosto 1977 San Antonio, Texas                    | Membro della Camera dei rappresentanti - Texas, distretto n.23 (2015–2021) | Texas            | 9 ottobre 2023 (endorsement a Haley)                      | 22 giugno 2023 Deposito FEC | [ 41 ] |
| Francis Suarez |      | 6 ottobre 1977 Miami, Florida                        | Sindaco di Miami (2017–oggi) Membro della Commissione Comunale di Miami (2009–2017) | Florida          | 29 agosto 2023                                            | 14 giugno 2023 Deposito FEC | [ 43 ] |

## Dibattiti
| Dibattito                                        | Data                                             | Luogo                                            | Organizzatori                                    | Partecipanti | Partecipanti | Partecipanti | Partecipanti | Partecipanti | Partecipanti | Partecipanti | Partecipanti | Partecipanti |
| P Presente A Assente N Non invitato R Ritiratosi | P Presente A Assente N Non invitato R Ritiratosi | P Presente A Assente N Non invitato R Ritiratosi | P Presente A Assente N Non invitato R Ritiratosi | Burgum       | Christie     | DeSantis     | Haley        | Hutchinson   | Pence        | Ramaswamy    | Scott        | Trump        |
| ------------------------------------------------ | ------------------------------------------------ | ------------------------------------------------ | ------------------------------------------------ | ------------ | ------------ | ------------ | ------------ | ------------ | ------------ | ------------ | ------------ | ------------ |
| 1                                                | 23 agosto 2023                                   | Fiserv Forum Milwaukee, WI                       | Fox News                                         | P            | P            | P            | P            | P            | P            | P            | P            | N            |
| 2                                                | 27 settembre 2023                                | Reagan Library Simi Valley, CA                   | Fox Business Univision                           | P            | P            | P            | P            | N            | P            | P            | P            | N            |
| 3                                                | 8 novembre 2023                                  | Arsht Center Miami, FL                           | NBC News                                         | N            | P            | P            | P            | N            | R            | P            | P            | N            |
| 4                                                | 6 dicembre 2023                                  | Università dell'Alabama Tuscaloosa, AL           | NewsNation The CW                                | R            | P            | P            | P            | N            | R            | P            | R            | N            |
| 5                                                | 10 gennaio 2024                                  | Drake University Des Moines, IA                  | CNN                                              | R            | R            | P            | P            | N            | R            | N            | R            | A            |

## Panoramica
|  | Campagna attiva          |  | Comitato esplorativo |  | Candidato ritiratosi |  | Convention nazionale repubblicana |
|  | Elezioni di metà mandato |  | Dibattiti            |  | Primarie o Caucus    |  | Convention nazionale repubblicana |

## Calendario
| Data                    | Stato o territorio            | Delegati | Delegati | Tipo     |
| ----------------------- | ----------------------------- | -------- | -------- | -------- |
| 15 gennaio              | Iowa                          | 40       | 40       | caucus   |
| 23 gennaio              | New Hampshire                 | 22       | 22       | primarie |
| 6 febbraio              | Nevada                        | 0        | 0        | primarie |
| 8 febbraio              | Nevada                        | 30       | 26       | caucus   |
| 8 febbraio              | Isole Vergini Americane       | 30       | 4        | caucus   |
| 24 febbraio             | Carolina del Sud              | 50       | 50       | primarie |
| 27 febbraio             | Michigan                      | 16       | 16       | primarie |
| 2 marzo                 | Michigan                      | 125      | 39       | caucus   |
| 2 marzo                 | Idaho                         | 125      | 32       | caucus   |
| 2 marzo                 | Missouri                      | 125      | 54       | caucus   |
| 1-3 marzo               | Distretto di Columbia         | 19       | 19       | primarie |
| 4 marzo                 | Dakota del Nord               | 29       | 29       | caucus   |
| 5 marzo (Super Tuesday) | Alabama                       | 865      | 50       | primarie |
| 5 marzo (Super Tuesday) | Alaska                        | 865      | 29       | primarie |
| 5 marzo (Super Tuesday) | Arkansas                      | 865      | 40       | primarie |
| 5 marzo (Super Tuesday) | California                    | 865      | 169      | primarie |
| 5 marzo (Super Tuesday) | Carolina del Nord             | 865      | 74       | primarie |
| 5 marzo (Super Tuesday) | Colorado                      | 865      | 37       | primarie |
| 5 marzo (Super Tuesday) | Maine                         | 865      | 20       | primarie |
| 5 marzo (Super Tuesday) | Massachusetts                 | 865      | 40       | primarie |
| 5 marzo (Super Tuesday) | Minnesota                     | 865      | 39       | primarie |
| 5 marzo (Super Tuesday) | Oklahoma                      | 865      | 43       | primarie |
| 5 marzo (Super Tuesday) | Tennesse                      | 865      | 58       | primarie |
| 5 marzo (Super Tuesday) | Texas                         | 865      | 161      | primarie |
| 5 marzo (Super Tuesday) | Utah                          | 865      | 40       | caucus   |
| 5 marzo (Super Tuesday) | Vermont                       | 865      | 17       | primarie |
| 5 marzo (Super Tuesday) | Virginia                      | 865      | 48       | primarie |
| 8 marzo                 | Samoa Americane               | 9        | 9        | caucus   |
| 12 marzo                | Georgia                       | 161      | 59       | primarie |
| 12 marzo                | Hawaii                        | 161      | 19       | caucus   |
| 12 marzo                | Mississippi                   | 161      | 40       | primarie |
| 12 marzo                | Washington                    | 161      | 43       | primarie |
| 15 marzo                | Isole Marianne Settentrionali | 9        | 9        | caucus   |
| 16 marzo                | Guam                          | 9        | 9        | caucus   |
| 19 marzo                | Arizona                       | 350      | 43       | primarie |
| 19 marzo                | Florida                       | 350      | 125      | primarie |
| 19 marzo                | Illinois                      | 350      | 64       | primarie |
| 19 marzo                | Kansas                        | 350      | 39       | primarie |
| 19 marzo                | Ohio                          | 350      | 79       | primarie |
| 23 marzo                | Louisiana                     | 47       | 47       | primarie |
| 2 aprile                | Connecticut                   | 195      | 28       | primarie |
| 2 aprile                | Delaware                      | 195      | 16       | primarie |
| 2 aprile                | New York                      | 195      | 91       | primarie |
| 2 aprile                | Rhode Island                  | 195      | 19       | primarie |
| 2 aprile                | Wisconsin                     | 195      | 41       | primarie |
| 18-20 aprile            | Wyoming                       | 29       | 29       | caucus   |
| 21 aprile               | Porto Rico                    | 23       | 23       | primarie |
| 23 aprile               | Pennsylvania                  | 67       | 67       | primarie |
| 7 maggio                | Indiana                       | 58       | 58       | primarie |
| 14 maggio               | Maryland                      | 105      | 37       | primarie |
| 14 maggio               | Nebraska                      | 105      | 36       | primarie |
| 14 maggio               | Virginia Occidentale          | 105      | 32       | primarie |
| 21 maggio               | Kentucky                      | 77       | 46       | primarie |
| 21 maggio               | Oregon                        | 77       | 31       | primarie |
| 4 giugno                | Dakota del Sud                | 94       | 29       | primarie |
| 4 giugno                | Montana                       | 94       | 31       | primarie |
| 4 giugno                | New Jersey                    | 94       | 12       | primarie |
| 4 giugno                | Nuovo Messico                 | 94       | 22       | primarie |
| Totale                  | Totale                        | 2 429    | 2 429    |          |

## Sondaggi

Sondaggi condotti da Gennaio 2023.

### Sondaggi aggregati
| Fonte               | Data                       | Doug Burgum | Chris Christie | Ron DeSantis | Larry Elder | Nikki Haley | Will Hurd | Asa Hutchinson | Perry Johnson | Mike Pence | Vivek Ramaswamy | Tim Scott | Francis Suarez | Donald J. Trump | Altri/ Indecisi | Margine |
| ------------------- | -------------------------- | ----------- | -------------- | ------------ | ----------- | ----------- | --------- | -------------- | ------------- | ---------- | --------------- | --------- | -------------- | --------------- | --------------- | ------- |
| 270 to Win          | 10 - 17 agosto 2023        | 0.4%        | 3.4%           | 16.0%        | 0.3%        | 3.4%        | 0.2%      | 0.6%           | –             | 4.2%       | 5.8%            | 3.4%      | 0.0%           | 54.4%           | 7.9%            | 38.4%   |
| Race to the WH      | 21 luglio - 16 agosto 2023 | 0.7%        | 3.4%           | 15.1%        | –           | 3.4%        | 0.2%      | 0.5%           | 0.6%          | 5.1%       | 7.1%            | 2.7%      | 0.2%           | 54.6%           | 8.0%            | 39.9%   |
| Real Clear Politics | 31 luglio - 16 agosto 2023 | 0.3%        | 2.7%           | 14.8%        | –           | 3.6%        | 0.1%      | 0.4%           | –             | 5.4%       | 6.9%            | 2.8%      | 0.3%           | 54.7%           | 8.0%            | 39.9%   |
| FiveThirtyEight     | 19 luglio - 17 agosto 2023 | 0.5%        | 3.2%           | 15.7%        | –           | 3.7%        | 0.3%      | 0.6%           | –             | 5.2%       | 7.9%            | 2.9%      | 0.3%           | 54.1%           | 5.6%            | 38.4%   |
| Media               | Media                      | 0.5%        | 3.2%           | 15.4%        | 0.3%        | 3.5%        | 0.2%      | 0.5%           | 0.6%          | 5.0%       | 6.9%            | 3.0%      | 0.2%           | 54.5%           | 6.2%            | 39.1%   |

## Risultati

### Riepilogo

Riepilogo dei delegati per stato

| Legenda: | 1º posto (voto popolare) | Candidato ritiratosi | Non presente sulla scheda |
| -------- | ------------------------ | -------------------- | ------------------------- |

| Data                    | Delegati        | Stato                         | Tipo                | Candidati                 | Candidati                 | Candidati                 | Candidati                  | Candidati                 | Candidati                 |                  |                 |                 |                 |
| Data                    | Delegati        | Stato                         | Tipo                | Donald J. Trump           | Nikki Haley (ritirata)    | Ron DeSantis (ritirato)   | Vivek Ramaswamy (ritirato) | Asa Hutchinson (ritirato) | Altri                     |                  |                 |                 |                 |
| ----------------------- | --------------- | ----------------------------- | ------------------- | ------------------------- | ------------------------- | ------------------------- | -------------------------- | ------------------------- | ------------------------- | ---------------- | --------------- | --------------- | --------------- |
| Data                    | Delegati        | Stato                         | Tipo                | 15 gennaio                | 40                        | Iowa                      | caucus                     | 51,0% 20 delegati         | 19,1% 8 delegati          | 21,3% 9 delegati | 7,6% 3 delegati | 0,2% 0 delegati | 0,8% 0 delegati |
| 23 gennaio              | 22              | New Hampshire                 | primarie semichiuse | 54,3% 13 delegati         | 43,3% 9 delegati          | 0,7% 0 delegati           | 0,3% 0 delegati            | 0,0% 0 delegati           | 1,0% 0 delegati           |                  |                 |                 |                 |
| 6 febbraio              | 0               | Nevada                        | primarie semichiuse | Non presente sulla scheda | 30,6%                     | Non presente sulla scheda | Non presente sulla scheda  | Non presente sulla scheda | 69,4%                     |                  |                 |                 |                 |
| 8 febbraio              | 26              | Nevada                        | caucus              | 99,1% 26 delegati         | Non presente sulla scheda | Non presente sulla scheda | Non presente sulla scheda  | Non presente sulla scheda | 0,9% 0 delegati           |                  |                 |                 |                 |
| 8 febbraio              | 4               | Isole Vergini Americane       | caucus              | 74,2% 4 delegati          | 25,8% 0 delegati          | Eliminati                 | Eliminati                  | Eliminati                 | Eliminati                 |                  |                 |                 |                 |
| 24 febbraio             | 50              | Carolina del Sud              | primarie aperte     | 59,8% 47 delegati         | 39,5% 3 delegati          | 0,4% 0 delegati           | 0,1% 0 delegati            | Non presente sulla scheda | 0,2% 0 delegati           |                  |                 |                 |                 |
| 27 febbraio             | 16              | Michigan                      | primarie aperte     | 68,1% 12 delegati         | 26,6% 4 delegati          | 1,2% 0 delegati           | 0,3% 0 delegati            | 0,1% 0 delegati           | 3,7% 0 delegati           |                  |                 |                 |                 |
| 2 marzo                 | 39              | Michigan                      | caucus              | 97,8% 39 delegati         | 2,2% 0 delegati           | Non presente sulla scheda | Non presente sulla scheda  | Non presente sulla scheda | Non presente sulla scheda |                  |                 |                 |                 |
| 2 marzo                 | 32              | Idaho                         | caucus              | 84,9% 32 delegati         | 13,2% 0 delegati          | 1,4% 0 delegati           | 0,2% 0 delegati            | Non presente sulla scheda | 0,3% 0 delegati           |                  |                 |                 |                 |
| 2 marzo                 | 54              | Missouri                      | caucus              | 100% 54 delegati          | 0,0% 0 delegati           | Non presente sulla scheda | Non presente sulla scheda  | Non presente sulla scheda | 0,0% 0 delegati           |                  |                 |                 |                 |
| 1-3 marzo               | 19              | Distretto di Columbia         | primarie chiuse     | 33,3% 0 delegati          | 62,8% 19 delegati         | 1,9% 0 delegati           | 0,7% 0 delegati            | Non presente sulla scheda | 1,3% 0 delegati           |                  |                 |                 |                 |
| 4 marzo                 | 29              | Dakota del Nord               | caucus              | 84,4% 29 delegati         | 14,1% 0 delegati          | Non presente sulla scheda | Non presente sulla scheda  | Non presente sulla scheda | 1,4% 0 delegati           |                  |                 |                 |                 |
| 5 marzo (Super Tuesday) | 50              | Alabama                       | primarie aperte     | 83,2% 50 delegati         | 13,0% 0 delegati          | 1,4% 0 delegati           | 0,3% 0 delegati            | Non presente sulla scheda | 2,1% 0 delegati           |                  |                 |                 |                 |
| 5 marzo (Super Tuesday) | 29              | Alaska                        | primarie chiuse     | 87,6% 29 delegati         | 12,0% 0 delegati          | Non presente sulla scheda | 0,4% 0 delegati            | Non presente sulla scheda | Non presente sulla scheda |                  |                 |                 |                 |
| 5 marzo (Super Tuesday) | 40              | Arkansas                      | primarie aperte     | 76,9% 39 delegati         | 18,4% 1 delegato          | 1,2% 0 delegati           | 0,3% 0 delegati            | 2,8% 0 delegati           | 0,4% 0 delegati           |                  |                 |                 |                 |
| 5 marzo (Super Tuesday) | 169             | California                    | primarie chiuse     | 79,2% 169 delegati        | 17,4% 0 delegati          | 1,4% 0 delegati           | 0,4% 0 delegati            | 0,1% 0 delegati           | 1,4% 0 delegati           |                  |                 |                 |                 |
| 5 marzo (Super Tuesday) | 74              | Carolina del Nord             | primarie semichiuse | 73,8% 62 delegati         | 23,3% 11 delegati         | 1,4% 0 delegati           | 0,3% 0 delegati            | 0,1% 0 delegati           | 1,1% 0 delegati           |                  |                 |                 |                 |
| 5 marzo (Super Tuesday) | 37              | Colorado                      | primarie semichiuse | 63,5% 24 delegati         | 33,3% 12 delegati         | 1,4% 0 delegati           | 0,6% 0 delegati            | 0,2% 0 delegati           | 1,1% 0 delegati           |                  |                 |                 |                 |
| 5 marzo (Super Tuesday) | 20              | Maine                         | primarie semichiuse | 71,9% 20 delegati         | 25,4% 0 delegati          | 1,1% 0 delegati           | 0,4% 0 delegati            | Non presente sulla scheda | 1,2% 0 delegati           |                  |                 |                 |                 |
| 5 marzo (Super Tuesday) | 40              | Massachusetts                 | primarie semichiuse | 59,6% 40 delegati         | 36,7% 0 delegati          | 0,7% 0 delegati           | 0,3% 0 delegati            | 0,1% 0 delegati           | 2,7% 0 delegati           |                  |                 |                 |                 |
| 5 marzo (Super Tuesday) | 39              | Minnesota                     | primarie aperte     | 68,9% 27 delegati         | 28,8% 12 delegati         | 1,2% 0 delegati           | 0,4% 0 delegati            | Non presente sulla scheda | 0,6% 0 delegati           |                  |                 |                 |                 |
| 5 marzo (Super Tuesday) | 43              | Oklahoma                      | primarie chiuse     | 81,8% 43 delegati         | 15,9% 0 delegati          | 1,3% 0 delegati           | 0,3% 0 delegati            | 0,1% 0 delegati           | 0,6% 0 delegati           |                  |                 |                 |                 |
| 5 marzo (Super Tuesday) | 58              | Tennessee                     | primarie aperte     | 77,3% 58 delegati         | 19,5% 0 delegati          | 1,4% 0 delegati           | 0,3% 0 delegati            | 0,1% 0 delegati           | 1,4% 0 delegati           |                  |                 |                 |                 |
| 5 marzo (Super Tuesday) | 161             | Texas                         | primarie aperte     | 77,8% 161 delegati        | 17,5% 0 delegati          | 1,6% 0 delegati           | 0,5% 0 delegati            | 0,1% 0 delegati           | 2,6% 0 delegati           |                  |                 |                 |                 |
| 5 marzo (Super Tuesday) | 40              | Utah                          | caucus              | 56,4% 40 delegati         | 42,7% 0 delegati          | Non presente sulla scheda | Non presente sulla scheda  | Non presente sulla scheda | 1,0% 0 delegati           |                  |                 |                 |                 |
| 5 marzo (Super Tuesday) | 17              | Vermont                       | primarie aperte     | 45,1% 8 delegati          | 49,3% 9 delegati          | 1,3% 0 delegati           | 0,7% 0 delegati            | Non presente sulla scheda | 3,6% 0 delegati           |                  |                 |                 |                 |
| 5 marzo (Super Tuesday) | 48              | Virginia                      | primarie aperte     | 63,0% 39 delegati         | 35,0% 6 delegati          | 1,1% 0 delegati           | 0,4% 0 delegati            | Non presente sulla scheda | 0,6% 0 delegati           |                  |                 |                 |                 |
| 8 marzo                 | 9               | Samoa Americane               | caucus              | 100% 9 delegati           | Non presente sulla scheda | Non presente sulla scheda | Non presente sulla scheda  | Non presente sulla scheda | Non presente sulla scheda |                  |                 |                 |                 |
| 12 marzo                | 56              | Georgia                       | primarie aperte     | 84,5% 56 delegati         | 13,2% 0 delegati          | 1,3% 0 delegati           | 0,2% 0 delegati            | 0,1% 0 delegati           | 0,7% 0 delegati           |                  |                 |                 |                 |
| 12 marzo                | 19              | Hawaii                        | caucus              | 97,1% 19 delegati         | 1,5% 0 delegati           | 0,6% 0 delegati           | 0,6% 0 delegati            | Non presente sulla scheda | 0,3% 0 delegati           |                  |                 |                 |                 |
| 12 marzo                | 40              | Mississippi                   | primarie aperte     | 92,7% 40 delegati         | 5,3% 0 delegati           | 1,6% 0 delegati           | 0,4% 0 delegati            | Non presente sulla scheda | Non presente sulla scheda |                  |                 |                 |                 |
| 12 marzo                | 43              | Washington                    | primarie chiuse     | 76,0% 43 delegati         | 19,1% 0 delegati          | 2,3% 0 delegati           | 0,9% 0 delegati            | Non presente sulla scheda | 1,7% 0 delegati           |                  |                 |                 |                 |
| 15 marzo                | 9               | Isole Marianne Settentrionali | caucus              | 90,1% 9 delegati          | 9,9% 0 delegati           | Non presente sulla scheda | Non presente sulla scheda  | Non presente sulla scheda | Non presente sulla scheda |                  |                 |                 |                 |
| 16 marzo                | 9               | Guam                          | caucus              | 100% 9 delegati           | 0,0% 0 delegati           | Non presente sulla scheda | Non presente sulla scheda  | Non presente sulla scheda | Non presente sulla scheda |                  |                 |                 |                 |
| 19 marzo                | 43              | Arizona                       | primarie aperte     | 78,8% 43 delegati         | 17,8% 0 delegati          | 1,6% 0 delegati           | 0,4% 0 delegati            | 0,1% 0 delegati           | 1,3% 0 delegati           |                  |                 |                 |                 |
| 19 marzo                | 125             | Florida                       | primarie chiuse     | 81,2% 125 delegati        | 13,9% 0 delegati          | 3,7% 0 delegati           | 0,3% 0 delegati            | 0,1% 0 delegati           | 0,9% 0 delegati           |                  |                 |                 |                 |
| 19 marzo                | 64              | Illinois                      | primarie aperte     | 80,6% 64 delegati         | 14,4% 0 delegati          | 2,8% 0 delegati           | Non presente sulla scheda  | Non presente sulla scheda | 2,1% 0 delegati           |                  |                 |                 |                 |
| 19 marzo                | 39              | Kansas                        | primarie            | 75,5% 39 delegati         | 16,1% 0 delegati          | 2,7% 0 delegati           | Non presente sulla scheda  | Non presente sulla scheda | 5,7% 0 delegati           |                  |                 |                 |                 |
| 19 marzo                | 79              | Ohio                          | primarie            | 79,2% 79 delegati         | 14,4 0 delegati           | 3,4% 0 delegati           | 1,3% 0 delegati            | Non presente sulla scheda | 1,8% 0 delegati           |                  |                 |                 |                 |
| 23 marzo                | 47              | Louisiana                     | primarie chiuse     | 89,8% 47 delegati         | 6,8 0 delegati            | 1,6% 0 delegati           | 0,3% 0 delegati            | 0,3% 0 delegati           | 1,3% 0 delegati           |                  |                 |                 |                 |
| 2 aprile                | 28              | Connecticut                   | primarie chiuse     | 77,9% 28 delegati         | 14,0 0 delegati           | 2,9% 0 delegati           | Non presente sulla scheda  | Non presente sulla scheda | 5,2% 0 delegati           |                  |                 |                 |                 |
| 2 aprile                | 16              | Delaware                      | primarie chiuse     | 16 delegati               | Primarie annullate        | Primarie annullate        | Primarie annullate         | Primarie annullate        | Primarie annullate        |                  |                 |                 |                 |
| 2 aprile                | 91              | New York                      | primarie chiuse     | 82,0% 91 delegati         | 12,9 0 delegati           | Non presente sulla scheda | 1,0% 0 delegati            | Non presente sulla scheda | 4,0% 0 delegati           |                  |                 |                 |                 |
| 2 aprile                | 19              | Rhode Island                  | primarie chiuse     | 84,5% 17 delegati         | 10,6 2 delegati           | 1,4% 0 delegati           | 0,3% 0 delegati            | Non presente sulla scheda | 3,2% 0 delegati           |                  |                 |                 |                 |
| 2 aprile                | 41              | Wisconsin                     | primarie aperte     | 79,2% 41 delegati         | 12,8 0 delegati           | 3,3% 0 delegati           | 0,9% 0 delegati            | Non presente sulla scheda | 3,8% 0 delegati           |                  |                 |                 |                 |
| 18-20 aprile            | 29              | Wyoming                       | caucus              | 100% 29 delegati          | Non presente sulla scheda | Non presente sulla scheda | Non presente sulla scheda  | Non presente sulla scheda | Non presente sulla scheda |                  |                 |                 |                 |
| 21 aprile               | 23              | Porto Rico                    | primarie aperte     | 96,2% 23 delegati         | Non presente sulla scheda | Non presente sulla scheda | Non presente sulla scheda  | Non presente sulla scheda | 3,8% 0 delegati           |                  |                 |                 |                 |
| 23 aprile               | 67              | Pennsylvania                  | primarie chiuse     | 83,4% 62 delegati         | 16,6 0 delegati           | Non presente sulla scheda | Non presente sulla scheda  | Non presente sulla scheda | Non presente sulla scheda |                  |                 |                 |                 |
| Totale Delegati         | Totale Delegati | Totale Delegati               | Totale Delegati     | 1 977                     | 97                        | 9                         | 3                          | 0                         | 0                         |                  |                 |                 |                 |

### Risultati per stato

Risultati per contea

#### Caucus dell'Iowa
Trump
     Haley
| Caucus repubblicani dell'Iowa, 15 gennaio 2024 | Caucus repubblicani dell'Iowa, 15 gennaio 2024 | Caucus repubblicani dell'Iowa, 15 gennaio 2024 | Caucus repubblicani dell'Iowa, 15 gennaio 2024 |
| Candidato                                      | Voti                                           | %                                              | Delegati                                       |
| ---------------------------------------------- | ---------------------------------------------- | ---------------------------------------------- | ---------------------------------------------- |
| Donald J. Trump                                | 56 243                                         | 51,00                                          | 20                                             |
| Ron DeSantis                                   | 23 491                                         | 21,30                                          | 9                                              |
| Nikki Haley                                    | 21 027                                         | 19,07                                          | 8                                              |
| Vivek Ramaswamy                                | 8 430                                          | 7,65                                           | 3                                              |
| Ryan Binkley                                   | 768                                            | 0,70                                           | 0                                              |
| Asa Hutchinson                                 | 188                                            | 0,17                                           | 0                                              |
| Chris Christie (ritirato)                      | 35                                             | 0,03                                           | 0                                              |
| Altri                                          | 90                                             | 0,08                                           | 0                                              |
| Totale                                         | 110 272                                        | 100                                            | 40                                             |

#### Primarie del New Hampshire
Trump
     Haley
| Primarie repubblicane del New Hampshire, 23 gennaio 2024 | Primarie repubblicane del New Hampshire, 23 gennaio 2024 | Primarie repubblicane del New Hampshire, 23 gennaio 2024 | Primarie repubblicane del New Hampshire, 23 gennaio 2024 |
| Candidato                                                | Voti                                                     | %                                                        | Delegati                                                 |
| -------------------------------------------------------- | -------------------------------------------------------- | -------------------------------------------------------- | -------------------------------------------------------- |
| Donald J. Trump                                          | 176 391                                                  | 54,34                                                    | 13                                                       |
| Nikki Haley                                              | 140 491                                                  | 43,28                                                    | 9                                                        |
| Ron DeSantis (ritirato)                                  | 2 241                                                    | 0,69                                                     | 0                                                        |
| Chris Christie (ritirato)                                | 1 493                                                    | 0,46                                                     | 0                                                        |
| Vivek Ramaswamy (ritirato)                               | 833                                                      | 0,26                                                     | 0                                                        |
| Altri (<0,2%)                                            | 3 126                                                    | 0,96                                                     | 0                                                        |
| Totale                                                   | 324 575                                                  | 100                                                      | 22                                                       |

#### Primarie del Nevada
Haley
| Primarie repubblicane del Nevada, 6 febbraio 2024 | Primarie repubblicane del Nevada, 6 febbraio 2024 | Primarie repubblicane del Nevada, 6 febbraio 2024 |
| Candidato                                         | Voti                                              | %                                                 |
| ------------------------------------------------- | ------------------------------------------------- | ------------------------------------------------- |
| Nessuno tra questi candidati                      | 50 763                                            | 63,26                                             |
| Nikki Haley                                       | 24 583                                            | 30,63                                             |
| Mike Pence (ritirato)                             | 3 091                                             | 3,85                                              |
| Tim Scott (ritirato)                              | 1 081                                             | 1,35                                              |
| Altri (<0,4%)                                     | 731                                               | 0,91                                              |
| Totale                                            | 80 249                                            | 100                                               |

#### Caucus del Nevada

Risultato per contea
Trump

Trump
| Caucus repubblicani del Nevada, 8 febbraio 2024 | Caucus repubblicani del Nevada, 8 febbraio 2024 | Caucus repubblicani del Nevada, 8 febbraio 2024 | Caucus repubblicani del Nevada, 8 febbraio 2024 |
| Candidato                                       | Voti                                            | %                                               | Delegati                                        |
| ----------------------------------------------- | ----------------------------------------------- | ----------------------------------------------- | ----------------------------------------------- |
| Donald J. Trump                                 | 59 982                                          | 99,11                                           | 26                                              |
| Ryan Binkley                                    | 540                                             | 0,89                                            | 0                                               |
| Totale                                          | 60 522                                          | 100                                             | 26                                              |

#### Caucus delle Isole Vergini Americane

Isole Vergini Americane

| Primarie repubblicane delle Isole Vergini Americane, 8 febbraio 2024 | Primarie repubblicane delle Isole Vergini Americane, 8 febbraio 2024 | Primarie repubblicane delle Isole Vergini Americane, 8 febbraio 2024 | Primarie repubblicane delle Isole Vergini Americane, 8 febbraio 2024 | Primarie repubblicane delle Isole Vergini Americane, 8 febbraio 2024 | Primarie repubblicane delle Isole Vergini Americane, 8 febbraio 2024 | Primarie repubblicane delle Isole Vergini Americane, 8 febbraio 2024 | Primarie repubblicane delle Isole Vergini Americane, 8 febbraio 2024 | Primarie repubblicane delle Isole Vergini Americane, 8 febbraio 2024 | Primarie repubblicane delle Isole Vergini Americane, 8 febbraio 2024 | Primarie repubblicane delle Isole Vergini Americane, 8 febbraio 2024 | Primarie repubblicane delle Isole Vergini Americane, 8 febbraio 2024 |
| Candidato                                                            | Turno 1                                                              | Turno 1                                                              | Turno 2                                                              | Turno 2                                                              | Turno 3                                                              | Turno 3                                                              | Turno 4                                                              | Turno 4                                                              | Turno 5                                                              | Turno 5                                                              | Delegati                                                             |
| Candidato                                                            | Voti                                                                 | %                                                                    | Voti                                                                 | %                                                                    | Voti                                                                 | %                                                                    | Voti                                                                 | %                                                                    | Voti                                                                 | %                                                                    | Delegati                                                             |
| -------------------------------------------------------------------- | -------------------------------------------------------------------- | -------------------------------------------------------------------- | -------------------------------------------------------------------- | -------------------------------------------------------------------- | -------------------------------------------------------------------- | -------------------------------------------------------------------- | -------------------------------------------------------------------- | -------------------------------------------------------------------- | -------------------------------------------------------------------- | -------------------------------------------------------------------- | -------------------------------------------------------------------- |
| Donald J. Trump                                                      | 180                                                                  | 69,50                                                                | 180                                                                  | 69,50                                                                | 181                                                                  | 69,88                                                                | 183                                                                  | 71,48                                                                | 187                                                                  | 74,21                                                                | 4                                                                    |
| Nikki Haley                                                          | 52                                                                   | 20,08                                                                | 54                                                                   | 20,85                                                                | 54                                                                   | 20,85                                                                | 54                                                                   | 21,09                                                                | 65                                                                   | 25,79                                                                | 0                                                                    |
| Ron DeSantis (ritirato)                                              | 15                                                                   | 5,79                                                                 | 15                                                                   | 5,79                                                                 | 17                                                                   | 6,56                                                                 | 19                                                                   | 7,42                                                                 | Eliminato                                                            | Eliminato                                                            | 0                                                                    |
| Perry Johnson (ritirato)                                             | 6                                                                    | 2,32                                                                 | 7                                                                    | 2,70                                                                 | 7                                                                    | 2,70                                                                 | Eliminato                                                            | Eliminato                                                            | Eliminato                                                            | Eliminato                                                            | 0                                                                    |
| Vivek Ramaswamy (ritirato)                                           | 3                                                                    | 1,16                                                                 | 3                                                                    | 1,16                                                                 | Eliminato                                                            | Eliminato                                                            | Eliminato                                                            | Eliminato                                                            | Eliminato                                                            | Eliminato                                                            | 0                                                                    |
| Chris Christie (ritirato)                                            | 3                                                                    | 1,16                                                                 | Eliminato                                                            | Eliminato                                                            | Eliminato                                                            | Eliminato                                                            | Eliminato                                                            | Eliminato                                                            | Eliminato                                                            | Eliminato                                                            | 0                                                                    |
| Totale                                                               | 259                                                                  | 100                                                                  | 259                                                                  | 100                                                                  | 259                                                                  | 100                                                                  | 256                                                                  | 100                                                                  | 252                                                                  | 100                                                                  | 4                                                                    |
| Astenuti                                                             | 0                                                                    | 0                                                                    | 0                                                                    | 0                                                                    | 0                                                                    | 0                                                                    | 3                                                                    | 3                                                                    | 7                                                                    | 7                                                                    | 0                                                                    |

#### Primarie della Carolina del Sud
Trump
     Haley
| Primarie repubblicane della Carolina del Sud, 24 febbraio 2024 | Primarie repubblicane della Carolina del Sud, 24 febbraio 2024 | Primarie repubblicane della Carolina del Sud, 24 febbraio 2024 | Primarie repubblicane della Carolina del Sud, 24 febbraio 2024 |
| Candidato                                                      | Voti                                                           | %                                                              | Delegati                                                       |
| -------------------------------------------------------------- | -------------------------------------------------------------- | -------------------------------------------------------------- | -------------------------------------------------------------- |
| Donald J. Trump                                                | 452 496                                                        | 59,79                                                          | 47                                                             |
| Nikki Haley                                                    | 299 084                                                        | 39,52                                                          | 3                                                              |
| Ron DeSantis (ritirato)                                        | 2 953                                                          | 0,39                                                           | 0                                                              |
| Vivek Ramaswamy (ritirato)                                     | 726                                                            | 0,10                                                           | 0                                                              |
| Chris Christie (ritirato)                                      | 658                                                            | 0,09                                                           | 0                                                              |
| Altri (<0,1%)                                                  | 889                                                            | 0,12                                                           | 0                                                              |
| Totale                                                         | 756 806                                                        | 100                                                            | 50                                                             |

#### Primarie del Michigan
Trump
| Primarie repubblicane del Michigan, 27 febbraio 2024 | Primarie repubblicane del Michigan, 27 febbraio 2024 | Primarie repubblicane del Michigan, 27 febbraio 2024 | Primarie repubblicane del Michigan, 27 febbraio 2024 |
| Candidato                                            | Voti                                                 | %                                                    | Delegati                                             |
| ---------------------------------------------------- | ---------------------------------------------------- | ---------------------------------------------------- | ---------------------------------------------------- |
| Donald J. Trump                                      | 761 163                                              | 68,12                                                | 12                                                   |
| Nikki Haley                                          | 297 124                                              | 26,59                                                | 4                                                    |
| Senza impegno                                        | 33 649                                               | 3,01                                                 | 0                                                    |
| Ron DeSantis (ritirato)                              | 13 456                                               | 1,20                                                 | 0                                                    |
| Chris Christie (ritirato)                            | 4 794                                                | 0,43                                                 | 0                                                    |
| Vivek Ramaswamy (ritirato)                           | 3 792                                                | 0,34                                                 | 0                                                    |
| Ryan Binkley                                         | 2 348                                                | 0,21                                                 | 0                                                    |
| Asa Hutchinson (ritirato)                            | 1 077                                                | 0,10                                                 | 0                                                    |
| Totale                                               | 1 117 313                                            | 100                                                  | 16                                                   |

#### Caucus del Michigan
| Caucus repubblicani del Michigan, 2 marzo 2024 | Caucus repubblicani del Michigan, 2 marzo 2024 | Caucus repubblicani del Michigan, 2 marzo 2024 | Caucus repubblicani del Michigan, 2 marzo 2024 |
| Candidato                                      | Voti                                           | %                                              | Delegati                                       |
| ---------------------------------------------- | ---------------------------------------------- | ---------------------------------------------- | ---------------------------------------------- |
| Donald J. Trump                                | 1 575                                          | 97,77                                          | 39                                             |
| Nikki Haley                                    | 36                                             | 2,23                                           | 0                                              |
| Totale                                         | 1 611                                          | 100                                            | 39                                             |

#### Caucus dell'Idaho
Trump
| Caucus repubblicani dell'Idaho, 2 marzo 2024 | Caucus repubblicani dell'Idaho, 2 marzo 2024 | Caucus repubblicani dell'Idaho, 2 marzo 2024 | Caucus repubblicani dell'Idaho, 2 marzo 2024 |
| Candidato                                    | Voti                                         | %                                            | Delegati                                     |
| -------------------------------------------- | -------------------------------------------- | -------------------------------------------- | -------------------------------------------- |
| Donald J. Trump                              | 33 603                                       | 84,89                                        | 32                                           |
| Nikki Haley                                  | 5 221                                        | 13,19                                        | 0                                            |
| Ron DeSantis (ritirato)                      | 534                                          | 1,35                                         | 0                                            |
| Vivek Ramaswamy (ritirato)                   | 95                                           | 0,24                                         | 0                                            |
| Chris Christie (ritirato)                    | 91                                           | 0,23                                         | 0                                            |
| Ryan Binkley (ritirato)                      | 40                                           | 0,10                                         | 0                                            |
| Totale                                       | 39 584                                       | 100                                          | 32                                           |

#### Caucus del Missouri
Trump
| Caucus repubblicani del Missouri, 2 marzo 2024 | Caucus repubblicani del Missouri, 2 marzo 2024 | Caucus repubblicani del Missouri, 2 marzo 2024 | Caucus repubblicani del Missouri, 2 marzo 2024 |
| Candidato                                      | Voti                                           | %                                              | Delegati                                       |
| ---------------------------------------------- | ---------------------------------------------- | ---------------------------------------------- | ---------------------------------------------- |
| Donald J. Trump                                | 924                                            | 100                                            | 54                                             |
| Nikki Haley                                    | 0                                              | 0                                              | 0                                              |
| Totale                                         | 924                                            | 100                                            | 54                                             |

#### Primarie del Distretto di Columbia

Distretto di Columbia

| Primarie repubblicane del Distretto di Columbia, 1-3 marzo 2024 | Primarie repubblicane del Distretto di Columbia, 1-3 marzo 2024 | Primarie repubblicane del Distretto di Columbia, 1-3 marzo 2024 | Primarie repubblicane del Distretto di Columbia, 1-3 marzo 2024 |
| Candidato                                                       | Voti                                                            | %                                                               | Delegati                                                        |
| --------------------------------------------------------------- | --------------------------------------------------------------- | --------------------------------------------------------------- | --------------------------------------------------------------- |
| Nikki Haley                                                     | 1 274                                                           | 62,76                                                           | 19                                                              |
| Donald J. Trump                                                 | 676                                                             | 33,30                                                           | 0                                                               |
| Ron DeSantis (ritirato)                                         | 38                                                              | 1,87                                                            | 0                                                               |
| Chris Christie (ritirato)                                       | 18                                                              | 0,89                                                            | 0                                                               |
| Vivek Ramaswamy (ritirato)                                      | 15                                                              | 0,74                                                            | 0                                                               |
| Altri (<0,4%)                                                   | 9                                                               | 0,44                                                            | 0                                                               |
| Totale                                                          | 2 030                                                           | 100                                                             | 19                                                              |

#### Caucus del Dakota del Nord

Dakota del Nord

| Primarie repubblicane del Dakota del Nord, 4 marzo 2024 | Primarie repubblicane del Dakota del Nord, 4 marzo 2024 | Primarie repubblicane del Dakota del Nord, 4 marzo 2024 | Primarie repubblicane del Dakota del Nord, 4 marzo 2024 |
| Candidato                                               | Voti                                                    | %                                                       | Delegati                                                |
| ------------------------------------------------------- | ------------------------------------------------------- | ------------------------------------------------------- | ------------------------------------------------------- |
| Donald J. Trump                                         | 1 632                                                   | 84,43                                                   | 29                                                      |
| Nikki Haley                                             | 273                                                     | 14,12                                                   | 0                                                       |
| Altri (<1%)                                             | 28                                                      | 1,45                                                    | 0                                                       |
| Totale                                                  | 1 933                                                   | 100                                                     | 29                                                      |

#### Primarie dell'Alabama
Trump
| Primarie repubblicane dell'Alabama, 5 marzo 2024 | Primarie repubblicane dell'Alabama, 5 marzo 2024 | Primarie repubblicane dell'Alabama, 5 marzo 2024 | Primarie repubblicane dell'Alabama, 5 marzo 2024 |
| Candidato                                        | Voti                                             | %                                                | Delegati                                         |
| ------------------------------------------------ | ------------------------------------------------ | ------------------------------------------------ | ------------------------------------------------ |
| Donald J. Trump                                  | 497 739                                          | 83,23                                            | 50                                               |
| Nikki Haley                                      | 77 564                                           | 12,97                                            | 0                                                |
| Senza impegno                                    | 9 755                                            | 1,63                                             | 0                                                |
| Ron DeSantis (ritirato)                          | 8 426                                            | 1,41                                             | 0                                                |
| Vivek Ramaswamy (ritirato)                       | 1 859                                            | 0,31                                             | 0                                                |
| Chris Christie (ritirato)                        | 1 436                                            | 0,24                                             | 0                                                |
| Altri (<0,2%)                                    | 1 256                                            | 0,21                                             | 0                                                |
| Totale                                           | 598 035                                          | 100                                              | 50                                               |

#### Primarie dell'Alaska
Trump
| Primarie repubblicane dell'Alaska, 5 marzo 2024 | Primarie repubblicane dell'Alaska, 5 marzo 2024 | Primarie repubblicane dell'Alaska, 5 marzo 2024 | Primarie repubblicane dell'Alaska, 5 marzo 2024 |
| Candidato                                       | Voti                                            | %                                               | Delegati                                        |
| ----------------------------------------------- | ----------------------------------------------- | ----------------------------------------------- | ----------------------------------------------- |
| Donald J. Trump                                 | 9 243                                           | 87,58                                           | 29                                              |
| Nikki Haley                                     | 1 266                                           | 11,99                                           | 0                                               |
| Vivek Ramaswamy (ritirato)                      | 45                                              | 0,43                                            | 0                                               |
| Totale                                          | 10 554                                          | 100                                             | 29                                              |

#### Primarie dell'Arkansas
Trump
| Primarie repubblicane dell'Arkansas, 5 marzo 2024 | Primarie repubblicane dell'Arkansas, 5 marzo 2024 | Primarie repubblicane dell'Arkansas, 5 marzo 2024 | Primarie repubblicane dell'Arkansas, 5 marzo 2024 |
| Candidato                                         | Voti                                              | %                                                 | Delegati                                          |
| ------------------------------------------------- | ------------------------------------------------- | ------------------------------------------------- | ------------------------------------------------- |
| Donald J. Trump                                   | 204 898                                           | 76,89                                             | 39                                                |
| Nikki Haley                                       | 49 085                                            | 18,42                                             | 1                                                 |
| Asa Hutchinson (ritirato)                         | 7 377                                             | 2,77                                              | 0                                                 |
| Ron DeSantis (ritirato)                           | 3 162                                             | 1,19                                              | 0                                                 |
| Vivek Ramaswamy (ritirato)                        | 860                                               | 0,32                                              | 0                                                 |
| Chris Christie (ritirato)                         | 600                                               | 0,23                                              | 0                                                 |
| Altri (<0,1)                                      | 491                                               | 0,18                                              | 0                                                 |
| Totale                                            | 266 473                                           | 100                                               | 40                                                |

#### Primarie della California
Trump
| Primarie repubblicane della California, 5 marzo 2024 | Primarie repubblicane della California, 5 marzo 2024 | Primarie repubblicane della California, 5 marzo 2024 | Primarie repubblicane della California, 5 marzo 2024 |
| Candidato                                            | Voti                                                 | %                                                    | Delegati                                             |
| ---------------------------------------------------- | ---------------------------------------------------- | ---------------------------------------------------- | ---------------------------------------------------- |
| Donald J. Trump                                      | 1 962 851                                            | 79,25                                                | 169                                                  |
| Nikki Haley                                          | 431 870                                              | 17,44                                                | 0                                                    |
| Ron DeSantis (ritirato)                              | 35 715                                               | 1,44                                                 | 0                                                    |
| Chris Christie (ritirato)                            | 20 209                                               | 0,82                                                 | 0                                                    |
| Vivek Ramaswamy (ritirato)                           | 11 113                                               | 0,45                                                 | 0                                                    |
| Altri (<0,1)                                         | 15 072                                               | 0,61                                                 | 0                                                    |
| Totale                                               | 2 476 830                                            | 100                                                  | 169                                                  |

#### Primarie della Carolina del Nord
Trump
| Primarie repubblicane della Carolina del Nord, 5 marzo 2024 | Primarie repubblicane della Carolina del Nord, 5 marzo 2024 | Primarie repubblicane della Carolina del Nord, 5 marzo 2024 | Primarie repubblicane della Carolina del Nord, 5 marzo 2024 |
| Candidato                                                   | Voti                                                        | %                                                           | Delegati                                                    |
| ----------------------------------------------------------- | ----------------------------------------------------------- | ----------------------------------------------------------- | ----------------------------------------------------------- |
| Donald J. Trump                                             | 793 978                                                     | 73,84                                                       | 64                                                          |
| Nikki Haley                                                 | 250 838                                                     | 23,33                                                       | 11                                                          |
| Ron DeSantis (ritirato)                                     | 14 740                                                      | 1,37                                                        | 0                                                           |
| Nessuna preferenza                                          | 7 448                                                       | 0,69                                                        | 0                                                           |
| Vivek Ramaswamy (ritirato)                                  | 3 418                                                       | 0,32                                                        | 0                                                           |
| Chris Christie (ritirato)                                   | 3 166                                                       | 0,29                                                        | 0                                                           |
| Ryan Binkley (ritirato)                                     | 916                                                         | 0,09                                                        | 0                                                           |
| Asa Hutchinson (ritirato)                                   | 727                                                         | 0,07                                                        | 0                                                           |
| Totale                                                      | 1 075 231                                                   | 100                                                         | 74                                                          |

#### Primarie del Colorado
Trump
     Haley
| Primarie repubblicane del Colorado, 5 marzo 2024 | Primarie repubblicane del Colorado, 5 marzo 2024 | Primarie repubblicane del Colorado, 5 marzo 2024 | Primarie repubblicane del Colorado, 5 marzo 2024 |
| Candidato                                        | Voti                                             | %                                                | Delegati                                         |
| ------------------------------------------------ | ------------------------------------------------ | ------------------------------------------------ | ------------------------------------------------ |
| Donald J. Trump                                  | 555 863                                          | 63,46                                            | 24                                               |
| Nikki Haley                                      | 291 615                                          | 33,29                                            | 12                                               |
| Ron DeSantis (ritirato)                          | 12 672                                           | 1,45                                             | 0                                                |
| Chris Christie (ritirato)                        | 7 188                                            | 0,82                                             | 0                                                |
| Vivek Ramaswamy (ritirato)                       | 5 133                                            | 0,59                                             | 0                                                |
| Ryan Binkley (ritirato)                          | 2 220                                            | 0,25                                             | 0                                                |
| Asa Hutchinson (ritirato)                        | 1 269                                            | 0,19                                             | 0                                                |
| Totale                                           | 875 940                                          | 100                                              | 36                                               |

#### Primarie del Maine
Trump
| Primarie repubblicane del Maine, 5 marzo 2024 | Primarie repubblicane del Maine, 5 marzo 2024 | Primarie repubblicane del Maine, 5 marzo 2024 | Primarie repubblicane del Maine, 5 marzo 2024 |
| Candidato                                     | Voti                                          | %                                             | Delegati                                      |
| --------------------------------------------- | --------------------------------------------- | --------------------------------------------- | --------------------------------------------- |
| Donald J. Trump                               | 79 034                                        | 71,92                                         | 20                                            |
| Nikki Haley                                   | 27 912                                        | 25,40                                         | 0                                             |
| Ron DeSantis (ritirato)                       | 1 191                                         | 1,08                                          | 0                                             |
| Vivek Ramaswamy (ritirato)                    | 440                                           | 0,40                                          | 0                                             |
| Ryan Binkley (ritirato)                       | 299                                           | 0,27                                          | 0                                             |
| Scheda bianca                                 | 1 022                                         | 0,93                                          | 0                                             |
| Totale                                        | 109 898                                       | 100                                           | 20                                            |

#### Primarie del Massachusetts
Trump
| Primarie repubblicane del Massachusetts, 5 marzo 2024 | Primarie repubblicane del Massachusetts, 5 marzo 2024 | Primarie repubblicane del Massachusetts, 5 marzo 2024 | Primarie repubblicane del Massachusetts, 5 marzo 2024 |
| Candidato                                             | Voti                                                  | %                                                     | Delegati                                              |
| ----------------------------------------------------- | ----------------------------------------------------- | ----------------------------------------------------- | ----------------------------------------------------- |
| Donald J. Trump                                       | 343 189                                               | 59,56                                                 | 40                                                    |
| Nikki Haley                                           | 211 440                                               | 36,69                                                 | 0                                                     |
| Nessuna preferenza                                    | 5 717                                                 | 0,99                                                  | 0                                                     |
| Chris Christie (ritirato)                             | 5 217                                                 | 0,91                                                  | 0                                                     |
| Ron DeSantis (ritirato)                               | 3 981                                                 | 0,69                                                  | 0                                                     |
| Vivek Ramaswamy (ritirato)                            | 1 738                                                 | 0,30                                                  | 0                                                     |
| Ryan Binkley (ritirato)                               | 619                                                   | 0,11                                                  | 0                                                     |
| Asa Hutchinson (ritirato)                             | 527                                                   | 0,09                                                  | 0                                                     |
| Altri                                                 | 1 674                                                 | 0,29                                                  | 0                                                     |
| Scheda bianca                                         | 2 148                                                 | 0,37                                                  | 0                                                     |
| Totale                                                | 576 250                                               | 100                                                   | 40                                                    |

#### Primarie del Minnesota
Trump
| Primarie repubblicane del Minnesota, 5 marzo 2024 | Primarie repubblicane del Minnesota, 5 marzo 2024 | Primarie repubblicane del Minnesota, 5 marzo 2024 | Primarie repubblicane del Minnesota, 5 marzo 2024 |
| Candidato                                         | Voti                                              | %                                                 | Delegati                                          |
| ------------------------------------------------- | ------------------------------------------------- | ------------------------------------------------- | ------------------------------------------------- |
| Donald J. Trump                                   | 232 846                                           | 68,94                                             | 27                                                |
| Nikki Haley                                       | 97 182                                            | 28,77                                             | 12                                                |
| Ron DeSantis (ritirato)                           | 4 085                                             | 1,21                                              | 0                                                 |
| Vivek Ramaswamy (ritirato)                        | 1 470                                             | 0,44                                              | 0                                                 |
| Chris Christie (ritirato)                         | 1 431                                             | 0,42                                              | 0                                                 |
| Candidati write-in                                | 720                                               | 0,21                                              | 0                                                 |
| Totale                                            | 337 014                                           | 100                                               | 39                                                |

#### Primarie dell'Oklahoma
Trump
| Primarie repubblicane dell'Oklahoma, 5 marzo 2024 | Primarie repubblicane dell'Oklahoma, 5 marzo 2024 | Primarie repubblicane dell'Oklahoma, 5 marzo 2024 | Primarie repubblicane dell'Oklahoma, 5 marzo 2024 |
| Candidato                                         | Voti                                              | %                                                 | Delegati                                          |
| ------------------------------------------------- | ------------------------------------------------- | ------------------------------------------------- | ------------------------------------------------- |
| Donald J. Trump                                   | 254 928                                           | 81,83                                             | 43                                                |
| Nikki Haley                                       | 49 406                                            | 15,86                                             | 0                                                 |
| Ron DeSantis (ritirato)                           | 3 946                                             | 1,27                                              | 0                                                 |
| Chris Christie (ritirato)                         | 1 095                                             | 0,35                                              | 0                                                 |
| Vivek Ramaswamy (ritirato)                        | 1 022                                             | 0,33                                              | 0                                                 |
| Asa Hutchinson (ritirato)                         | 431                                               | 0,14                                              | 0                                                 |
| Altri (<0,1%)                                     | 700                                               | 0,22                                              | 0                                                 |
| Totale                                            | 311 528                                           | 100                                               | 43                                                |

#### Primarie del Tennessee
Trump
| Primarie repubblicane del Tennessee, 5 marzo 2024 | Primarie repubblicane del Tennessee, 5 marzo 2024 | Primarie repubblicane del Tennessee, 5 marzo 2024 | Primarie repubblicane del Tennessee, 5 marzo 2024 |
| Candidato                                         | Voti                                              | %                                                 | Delegati                                          |
| ------------------------------------------------- | ------------------------------------------------- | ------------------------------------------------- | ------------------------------------------------- |
| Donald J. Trump                                   | 446 850                                           | 77,33                                             | 58                                                |
| Nikki Haley                                       | 112 958                                           | 19,55                                             | 0                                                 |
| Ron DeSantis (ritirato)                           | 7 947                                             | 1,38                                              | 0                                                 |
| Senza impegno                                     | 4 884                                             | 0,85                                              | 0                                                 |
| Chris Christie (ritirato)                         | 1 874                                             | 0,35                                              | 0                                                 |
| Vivek Ramaswamy (ritirato)                        | 1 714                                             | 0,32                                              | 0                                                 |
| Ryan Binkley (ritirato)                           | 722                                               | 0,13                                              | 0                                                 |
| Asa Hutchinson (ritirato)                         | 533                                               | 0,09                                              | 0                                                 |
| David Stuckenberg                                 | 700                                               | 0,06                                              | 0                                                 |
| Totale                                            | 577 834                                           | 100                                               | 58                                                |

#### Primarie del Texas
Trump
| Primarie repubblicane del Texas, 5 marzo 2024 | Primarie repubblicane del Texas, 5 marzo 2024 | Primarie repubblicane del Texas, 5 marzo 2024 | Primarie repubblicane del Texas, 5 marzo 2024 |
| Candidato                                     | Voti                                          | %                                             | Delegati                                      |
| --------------------------------------------- | --------------------------------------------- | --------------------------------------------- | --------------------------------------------- |
| Donald J. Trump                               | 1 808 269                                     | 77,84                                         | 161                                           |
| Nikki Haley                                   | 405 472                                       | 17,45                                         | 0                                             |
| Senza impegno                                 | 45 568                                        | 1,96                                          | 0                                             |
| Ron DeSantis (ritirato)                       | 36 302                                        | 1,56                                          | 0                                             |
| Vivek Ramaswamy (ritirato)                    | 10 582                                        | 0,46                                          | 0                                             |
| Chris Christie (ritirato)                     | 8 938                                         | 0,38                                          | 0                                             |
| Asa Hutchinson (ritirato)                     | 2 964                                         | 0,13                                          | 0                                             |
| Altri (<0,1%)                                 | 4 924                                         | 0,21                                          | 0                                             |
| Totale                                        | 2 323 019                                     | 100                                           | 161                                           |

#### Caucus dello Utah
Trump
     Haley
| Caucus repubblicani dello Utah, 5 marzo 2024 | Caucus repubblicani dello Utah, 5 marzo 2024 | Caucus repubblicani dello Utah, 5 marzo 2024 | Caucus repubblicani dello Utah, 5 marzo 2024 |
| Candidato                                    | Voti                                         | %                                            | Delegati                                     |
| -------------------------------------------- | -------------------------------------------- | -------------------------------------------- | -------------------------------------------- |
| Donald J. Trump                              | 48 350                                       | 56,35                                        | 40                                           |
| Nikki Haley                                  | 36 621                                       | 42,68                                        | 0                                            |
| Ryan Binkley (ritirato)                      | 826                                          | 0,96                                         | 0                                            |
| Totale                                       | 85 797                                       | 100                                          | 40                                           |

#### Primarie del Vermont
Haley
     Trump
| Primarie repubblicane del Vermont, 5 marzo 2024 | Primarie repubblicane del Vermont, 5 marzo 2024 | Primarie repubblicane del Vermont, 5 marzo 2024 | Primarie repubblicane del Vermont, 5 marzo 2024 |
| Candidato                                       | Voti                                            | %                                               | Delegati                                        |
| ----------------------------------------------- | ----------------------------------------------- | ----------------------------------------------- | ----------------------------------------------- |
| Nikki Haley                                     | 36 241                                          | 49,32                                           | 9                                               |
| Donald J. Trump                                 | 33 162                                          | 45,13                                           | 8                                               |
| Chris Christie (ritirato)                       | 1 020                                           | 1,39                                            | 0                                               |
| Ron DeSantis (ritirato)                         | 949                                             | 1,29                                            | 0                                               |
| Candidati write-in                              | 586                                             | 0,80                                            | 0                                               |
| Vivek Ramaswamy (ritirato)                      | 546                                             | 0,74                                            | 0                                               |
| Ryan Binkley (ritirato)                         | 278                                             | 0,38                                            | 0                                               |
| Scheda bianca                                   | 654                                             | 0,89                                            | 0                                               |
| Scheda nulla                                    | 51                                              | 0,07                                            | 0                                               |
| Totale                                          | 73 487                                          | 100                                             | 17                                              |

#### Primarie della Virginia
Trump
     Haley
| Primarie repubblicane della Virginia, 5 marzo 2024 | Primarie repubblicane della Virginia, 5 marzo 2024 | Primarie repubblicane della Virginia, 5 marzo 2024 | Primarie repubblicane della Virginia, 5 marzo 2024 |
| Candidato                                          | Voti                                               | %                                                  | Delegati                                           |
| -------------------------------------------------- | -------------------------------------------------- | -------------------------------------------------- | -------------------------------------------------- |
| Donald J. Trump                                    | 440 416                                            | 62,99                                              | 42                                                 |
| Nikki Haley                                        | 244 586                                            | 34,98                                              | 6                                                  |
| Ron DeSantis (ritirato)                            | 7 494                                              | 1,07                                               | 0                                                  |
| Chris Christie (ritirato)                          | 3 384                                              | 0,48                                               | 0                                                  |
| Vivek Ramaswamy (ritirato)                         | 2 503                                              | 0,36                                               | 0                                                  |
| Ryan Binkley (ritirato)                            | 853                                                | 0,12                                               | 0                                                  |
| Totale                                             | 699 236                                            | 100                                                | 48                                                 |

#### Caucus delle Samoa Americane

Bandiera delle Samoa Americane

| Caucus repubblicane delle Samoa Americane, 8 marzo 2024 | Caucus repubblicane delle Samoa Americane, 8 marzo 2024 | Caucus repubblicane delle Samoa Americane, 8 marzo 2024 | Caucus repubblicane delle Samoa Americane, 8 marzo 2024 |
| Candidato                                               | Voti                                                    | %                                                       | Delegati                                                |
| ------------------------------------------------------- | ------------------------------------------------------- | ------------------------------------------------------- | ------------------------------------------------------- |
| Donald J. Trump                                         | 110                                                     | 100                                                     | 9                                                       |
| Totale                                                  | 110                                                     | 100                                                     | 9                                                       |

#### Primarie della Georgia
Trump
| Primarie repubblicane della Georgia, 12 marzo 2024 | Primarie repubblicane della Georgia, 12 marzo 2024 | Primarie repubblicane della Georgia, 12 marzo 2024 | Primarie repubblicane della Georgia, 12 marzo 2024 |
| Candidato                                          | Voti                                               | %                                                  | Delegati                                           |
| -------------------------------------------------- | -------------------------------------------------- | -------------------------------------------------- | -------------------------------------------------- |
| Donald J. Trump                                    | 497 594                                            | 84,49                                              | 56                                                 |
| Nikki Haley (ritirata)                             | 77 902                                             | 13,23                                              | 0                                                  |
| Ron DeSantis (ritirato)                            | 7 457                                              | 1,27                                               | 0                                                  |
| Chris Christie (ritirato)                          | 2 054                                              | 0,35                                               | 0                                                  |
| Tim Scott (ritirato)                               | 1 398                                              | 0,24                                               | 0                                                  |
| Vivek Ramaswamy (ritirato)                         | 1 244                                              | 0,21                                               | 0                                                  |
| Asa Hutchinson (ritirato)                          | 383                                                | 0,07                                               | 0                                                  |
| Altri (<0,1)                                       | 915                                                | 0,16                                               | 0                                                  |
| Totale                                             | 588 947                                            | 100                                                | 59                                                 |

#### Caucus delle Hawaii

Hawaii

| Caucus repubblicani delle Hawaii, 12 marzo 2024 | Caucus repubblicani delle Hawaii, 12 marzo 2024 | Caucus repubblicani delle Hawaii, 12 marzo 2024 | Caucus repubblicani delle Hawaii, 12 marzo 2024 |
| Candidato                                       | Voti                                            | %                                               | Delegati                                        |
| ----------------------------------------------- | ----------------------------------------------- | ----------------------------------------------- | ----------------------------------------------- |
| Donald J. Trump                                 | 4 348                                           | 97,07                                           | 19                                              |
| Nikki Haley (ritirata)                          | 68                                              | 1,52                                            | 0                                               |
| Vivek Ramaswamy (ritirato)                      | 26                                              | 0,58                                            | 0                                               |
| Ron DeSantis (ritirato)                         | 25                                              | 0,56                                            | 0                                               |
| Chris Christie (ritirato)                       | 8                                               | 0,18                                            | 0                                               |
| Altri (<0,1)                                    | 4                                               | 0,09                                            | 0                                               |
| Totale                                          | 4 479                                           | 100                                             | 19                                              |

#### Primarie del Mississippi
Trump
| Primarie repubblicane del Mississippi, 12 marzo 2024 | Primarie repubblicane del Mississippi, 12 marzo 2024 | Primarie repubblicane del Mississippi, 12 marzo 2024 | Primarie repubblicane del Mississippi, 12 marzo 2024 |
| Candidato                                            | Voti                                                 | %                                                    | Delegati                                             |
| ---------------------------------------------------- | ---------------------------------------------------- | ---------------------------------------------------- | ---------------------------------------------------- |
| Donald J. Trump                                      | 225 683                                              | 92,66                                                | 40                                                   |
| Nikki Haley (ritirata)                               | 12 829                                               | 5,27                                                 | 0                                                    |
| Ron DeSantis (ritirato)                              | 3 966                                                | 1,63                                                 | 0                                                    |
| Vivek Ramaswamy (ritirato)                           | 1 074                                                | 0,44                                                 | 0                                                    |
| Totale                                               | 243 552                                              | 100                                                  | 40                                                   |

#### Primarie di Washington
Trump
| Primarie repubblicane di Washington, 12 marzo 2024 | Primarie repubblicane di Washington, 12 marzo 2024 | Primarie repubblicane di Washington, 12 marzo 2024 | Primarie repubblicane di Washington, 12 marzo 2024 |
| Candidato                                          | Voti                                               | %                                                  | Delegati                                           |
| -------------------------------------------------- | -------------------------------------------------- | -------------------------------------------------- | -------------------------------------------------- |
| Donald J. Trump                                    | 601 070                                            | 75,96                                              | 43                                                 |
| Nikki Haley (ritirata)                             | 151 485                                            | 19,14                                              | 0                                                  |
| Ron DeSantis (ritirato)                            | 17 870                                             | 2,26                                               | 0                                                  |
| Chris Christie (ritirato)                          | 8 702                                              | 1,10                                               | 0                                                  |
| Vivek Ramaswamy (ritirato)                         | 7 318                                              | 0,92                                               | 0                                                  |
| Candidati write-in                                 | 4 906                                              | 0,62                                               | 0                                                  |
| Totale                                             | 791 351                                            | 100                                                | 43                                                 |

#### Caucus delle Isole Marianne Settentrionali

Isole Marianne Settentrionali

| Caucus repubblicani delle Isole Marianne Settentrionali, 15 marzo 2024 | Caucus repubblicani delle Isole Marianne Settentrionali, 15 marzo 2024 | Caucus repubblicani delle Isole Marianne Settentrionali, 15 marzo 2024 | Caucus repubblicani delle Isole Marianne Settentrionali, 15 marzo 2024 |
| Candidato                                                              | Voti                                                                   | %                                                                      | Delegati                                                               |
| ---------------------------------------------------------------------- | ---------------------------------------------------------------------- | ---------------------------------------------------------------------- | ---------------------------------------------------------------------- |
| Donald J. Trump                                                        | 319                                                                    | 90,11                                                                  | 9                                                                      |
| Nikki Haley (ritirata)                                                 | 35                                                                     | 9,89                                                                   | 0                                                                      |
| Totale                                                                 | 354                                                                    | 100                                                                    | 9                                                                      |

#### Caucus di Guam

Guam

| Caucus repubblicani di Guam, 18 marzo 2024 | Caucus repubblicani di Guam, 18 marzo 2024 | Caucus repubblicani di Guam, 18 marzo 2024 | Caucus repubblicani di Guam, 18 marzo 2024 |
| Candidato                                  | Voti                                       | %                                          | Delegati                                   |
| ------------------------------------------ | ------------------------------------------ | ------------------------------------------ | ------------------------------------------ |
| Donald J. Trump                            | 178                                        | 100                                        | 9                                          |
| Nikki Haley (ritirata)                     | 0                                          | 0                                          | 0                                          |
| Totale                                     | 178                                        | 100                                        | 9                                          |

#### Primarie dell'Arizona
Trump
| Primarie repubblicane dell'Arizona, 19 marzo 2024 | Primarie repubblicane dell'Arizona, 19 marzo 2024 | Primarie repubblicane dell'Arizona, 19 marzo 2024 | Primarie repubblicane dell'Arizona, 19 marzo 2024 |
| Candidato                                         | Voti                                              | %                                                 | Delegati                                          |
| ------------------------------------------------- | ------------------------------------------------- | ------------------------------------------------- | ------------------------------------------------- |
| Donald J. Trump                                   | 492 299                                           | 78,84                                             | 43                                                |
| Nikki Haley (ritirata)                            | 110 966                                           | 17,78                                             | 0                                                 |
| Ron DeSantis (ritirato)                           | 10 131                                            | 1,62                                              | 0                                                 |
| Chris Christie (ritirato)                         | 5 078                                             | 0,81                                              | 0                                                 |
| Vivek Ramaswamy (ritirato)                        | 2 479                                             | 0,40                                              | 0                                                 |
| Altri (<0,3)                                      | 3 477                                             | 0,56                                              | 0                                                 |
| Totale                                            | 624 430                                           | 100                                               | 43                                                |

#### Primarie della Florida
Trump
| Primarie repubblicane della Florida, 19 marzo 2024 | Primarie repubblicane della Florida, 19 marzo 2024 | Primarie repubblicane della Florida, 19 marzo 2024 | Primarie repubblicane della Florida, 19 marzo 2024 |
| Candidato                                          | Voti                                               | %                                                  | Delegati                                           |
| -------------------------------------------------- | -------------------------------------------------- | -------------------------------------------------- | -------------------------------------------------- |
| Donald J. Trump                                    | 911 424                                            | 81,19                                              | 125                                                |
| Nikki Haley (ritirata)                             | 155 560                                            | 13,86                                              | 0                                                  |
| Ron DeSantis (ritirato)                            | 41 269                                             | 3,68                                               | 0                                                  |
| Chris Christie (ritirato)                          | 8 953                                              | 0,80                                               | 0                                                  |
| Vivek Ramaswamy (ritirato)                         | 2 850                                              | 0,25                                               | 0                                                  |
| Ryan Binkley (ritirato)                            | 1 385                                              | 0,12                                               | 0                                                  |
| Asa Hutchinson (ritirato)                          | 1 190                                              | 0,11                                               | 0                                                  |
| Totale                                             | 1 122 631                                          | 100                                                | 125                                                |

#### Primarie dell'Illinois
Trump
| Primarie repubblicane dell'Illinois, 19 marzo 2024 | Primarie repubblicane dell'Illinois, 19 marzo 2024 | Primarie repubblicane dell'Illinois, 19 marzo 2024 | Primarie repubblicane dell'Illinois, 19 marzo 2024 |
| Candidato                                          | Voti                                               | %                                                  | Delegati                                           |
| -------------------------------------------------- | -------------------------------------------------- | -------------------------------------------------- | -------------------------------------------------- |
| Donald J. Trump                                    | 476 217                                            | 80,58                                              | 64                                                 |
| Nikki Haley (ritirata)                             | 85 277                                             | 14,43                                              | 0                                                  |
| Ron DeSantis (ritirato)                            | 16 835                                             | 2,85                                               | 0                                                  |
| Chris Christie (ritirato)                          | 9 591                                              | 1,62                                               | 0                                                  |
| Ryan Binkley (ritirato)                            | 3 061                                              | 0,52                                               | 0                                                  |
| Totale                                             | 590 981                                            | 100                                                | 64                                                 |

#### Primarie del Kansas
Trump
| Primarie repubblicane del Kansas, 19 marzo 2024 | Primarie repubblicane del Kansas, 19 marzo 2024 | Primarie repubblicane del Kansas, 19 marzo 2024 | Primarie repubblicane del Kansas, 19 marzo 2024 |
| Candidato                                       | Voti                                            | %                                               | Delegati                                        |
| ----------------------------------------------- | ----------------------------------------------- | ----------------------------------------------- | ----------------------------------------------- |
| Donald J. Trump                                 | 72 115                                          | 75,52                                           | 39                                              |
| Nikki Haley (ritirata)                          | 15 339                                          | 16,06                                           | 0                                               |
| Nessuno dei nomi mostrati                       | 4 982                                           | 5,22                                            | 0                                               |
| Ron DeSantis (ritirato)                         | 2 543                                           | 2,66                                            | 0                                               |
| Ryan Binkley (ritirato)                         | 508                                             | 0,53                                            | 0                                               |
| Totale                                          | 95 487                                          | 100                                             | 39                                              |

#### Primarie dell'Ohio
Trump
| Primarie repubblicane dell'Ohio, 19 marzo 2024 | Primarie repubblicane dell'Ohio, 19 marzo 2024 | Primarie repubblicane dell'Ohio, 19 marzo 2024 | Primarie repubblicane dell'Ohio, 19 marzo 2024 |
| Candidato                                      | Voti                                           | %                                              | Delegati                                       |
| ---------------------------------------------- | ---------------------------------------------- | ---------------------------------------------- | ---------------------------------------------- |
| Donald J. Trump                                | 889 001                                        | 79,19                                          | 79                                             |
| Nikki Haley (ritirata)                         | 161 357                                        | 14,37                                          | 0                                              |
| Ron DeSantis (ritirato)                        | 37 904                                         | 3,38                                           | 0                                              |
| Chris Christie (ritirato)                      | 19 896                                         | 1,77                                           | 0                                              |
| Vivek Ramaswamy (ritirato)                     | 14 412                                         | 1,28                                           | 0                                              |
| Totale                                         | 1 122 570                                      | 100                                            | 79                                             |

#### Primarie della Louisiana
Trump
| Primarie repubblicane della Louisiana, 23 marzo 2024 | Primarie repubblicane della Louisiana, 23 marzo 2024 | Primarie repubblicane della Louisiana, 23 marzo 2024 | Primarie repubblicane della Louisiana, 23 marzo 2024 |
| Candidato                                            | Voti                                                 | %                                                    | Delegati                                             |
| ---------------------------------------------------- | ---------------------------------------------------- | ---------------------------------------------------- | ---------------------------------------------------- |
| Donald J. Trump                                      | 172 503                                              | 89,77                                                | 47                                                   |
| Nikki Haley (ritirata)                               | 13 123                                               | 6,83                                                 | 0                                                    |
| Ron DeSantis (ritirato)                              | 3 022                                                | 1,57                                                 | 0                                                    |
| Chris Christie (ritirato)                            | 1 281                                                | 0,67                                                 | 0                                                    |
| Vivek Ramaswamy (ritirato)                           | 595                                                  | 0,31                                                 | 0                                                    |
| Ryan Binkley (ritirato)                              | 580                                                  | 0,30                                                 | 0                                                    |
| Asa Hutchinson (ritirato)                            | 519                                                  | 0,27                                                 | 0                                                    |
| Altri (<0,2)                                         | 545                                                  | 0,28                                                 | 0                                                    |
| Totale                                               | 192 168                                              | 100                                                  | 47                                                   |

#### Primarie del Connecticut
Trump
| Primarie repubblicane del Connecticut, 2 aprile 2024 | Primarie repubblicane del Connecticut, 2 aprile 2024 | Primarie repubblicane del Connecticut, 2 aprile 2024 | Primarie repubblicane del Connecticut, 2 aprile 2024 |
| Candidato                                            | Voti                                                 | %                                                    | Delegati                                             |
| ---------------------------------------------------- | ---------------------------------------------------- | ---------------------------------------------------- | ---------------------------------------------------- |
| Donald J. Trump                                      | 34 726                                               | 77,87                                                | 28                                                   |
| Nikki Haley (ritirata)                               | 6 230                                                | 13,97                                                | 0                                                    |
| Senza impegno                                        | 2 164                                                | 4,85                                                 | 0                                                    |
| Ron DeSantis (ritirato)                              | 1 282                                                | 2,87                                                 | 0                                                    |
| Ryan Binkley (ritirato)                              | 194                                                  | 0,43                                                 | 0                                                    |
| Totale                                               | 44 596                                               | 100                                                  | 28                                                   |

#### Primarie di New York
Trump
| Primarie repubblicane di New York, 2 aprile 2024 | Primarie repubblicane di New York, 2 aprile 2024 | Primarie repubblicane di New York, 2 aprile 2024 | Primarie repubblicane di New York, 2 aprile 2024 |
| Candidato                                        | Voti                                             | %                                                | Delegati                                         |
| ------------------------------------------------ | ------------------------------------------------ | ------------------------------------------------ | ------------------------------------------------ |
| Donald J. Trump                                  | 132 318                                          | 81,99                                            | 91                                               |
| Nikki Haley (ritirata)                           | 20 894                                           | 12,95                                            | 0                                                |
| Chris Christie (ritirato)                        | 6 518                                            | 4,04                                             | 0                                                |
| Vivek Ramaswamy (ritirato)                       | 1 643                                            | 1,02                                             | 0                                                |
| Totale                                           | 161 373                                          | 100                                              | 91                                               |

#### Primarie del Rhode Island
Trump
| Primarie repubblicane del Rhode Island, 2 aprile 2024 | Primarie repubblicane del Rhode Island, 2 aprile 2024 | Primarie repubblicane del Rhode Island, 2 aprile 2024 | Primarie repubblicane del Rhode Island, 2 aprile 2024 |
| Candidato                                             | Voti                                                  | %                                                     | Delegati                                              |
| ----------------------------------------------------- | ----------------------------------------------------- | ----------------------------------------------------- | ----------------------------------------------------- |
| Donald J. Trump                                       | 10 898                                                | 84,49                                                 | 17                                                    |
| Nikki Haley (ritirata)                                | 1 371                                                 | 10,63                                                 | 2                                                     |
| Senza impegno                                         | 257                                                   | 1,99                                                  | 0                                                     |
| Ron DeSantis (ritirato)                               | 178                                                   | 1,38                                                  | 0                                                     |
| Chris Christie (ritirato)                             | 154                                                   | 1,19                                                  | 0                                                     |
| Vivek Ramaswamy (ritirato)                            | 40                                                    | 0,31                                                  | 0                                                     |
| Totale                                                | 12 898                                                | 100                                                   | 19                                                    |

#### Primarie del Wisconsin
Trump
| Primarie repubblicane del Wisconsin, 2 aprile 2024 | Primarie repubblicane del Wisconsin, 2 aprile 2024 | Primarie repubblicane del Wisconsin, 2 aprile 2024 | Primarie repubblicane del Wisconsin, 2 aprile 2024 |
| Candidato                                          | Voti                                               | %                                                  | Delegati                                           |
| -------------------------------------------------- | -------------------------------------------------- | -------------------------------------------------- | -------------------------------------------------- |
| Donald J. Trump                                    | 476 355                                            | 79,24                                              | 41                                                 |
| Nikki Haley (ritirata)                             | 76 752                                             | 12,77                                              | 0                                                  |
| Ron DeSantis (ritirato)                            | 20 112                                             | 3,35                                               | 0                                                  |
| Non istruito                                       | 12 922                                             | 2,15                                               | 0                                                  |
| Chris Christie (ritirato)                          | 9 782                                              | 1,63                                               | 0                                                  |
| Vivek Ramaswamy (ritirato)                         | 5 196                                              | 0,86                                               | 0                                                  |
| Totale                                             | 601 119                                            | 100                                                | 41                                                 |

#### Primarie di Porto Rico

Bandiera di Porto Rico

| Primarie repubblicane del Porto Rico, 21 aprile 2024 | Primarie repubblicane del Porto Rico, 21 aprile 2024 | Primarie repubblicane del Porto Rico, 21 aprile 2024 | Primarie repubblicane del Porto Rico, 21 aprile 2024 |
| Candidato                                            | Voti                                                 | %                                                    | Delegati                                             |
| ---------------------------------------------------- | ---------------------------------------------------- | ---------------------------------------------------- | ---------------------------------------------------- |
| Donald J. Trump                                      | 992                                                  | 96,22                                                | 23                                                   |
| Candidati write-in                                   | 39                                                   | 12,77                                                | 0                                                    |
| Totale                                               | 1 031                                                | 100                                                  | 23                                                   |

#### Primarie della Pennsylvania
Trump
| Primarie repubblicane della Pennsylvania, 23 aprile 2024 | Primarie repubblicane della Pennsylvania, 23 aprile 2024 | Primarie repubblicane della Pennsylvania, 23 aprile 2024 | Primarie repubblicane della Pennsylvania, 23 aprile 2024 |
| Candidato                                                | Voti                                                     | %                                                        | Delegati                                                 |
| -------------------------------------------------------- | -------------------------------------------------------- | -------------------------------------------------------- | -------------------------------------------------------- |
| Donald J. Trump                                          | 792 966                                                  | 83,41                                                    | 62                                                       |
| Nikki Haley (ritirata)                                   | 157 745                                                  | 16,59                                                    | 0                                                        |
| Totale                                                   | 950 711                                                  | 100                                                      | 67                                                       |

## Convention nazionale
La convention nazionale si è tenuta dal 15 al 18 luglio 2024 a Milwaukee, Wisconsin., e ha ufficialmente nominato Donald J. Trump come candidato del Partito Repubblicano. 
Il giorno precedente, 14 luglio 2024, Trump viene ferito in un attentato in Pennsylvania durante un comizio: una persona è morta e altre due persone sono state gravemente ferite mentre l'attentatore è stato ucciso dai cecchini dei tutori dell'ordine pubblico.
Il 15 luglio 2024, Donald J. Trump rivela tramite un post sul social network The Truth la scelta di J. D. Vance come candidato Vicepresidente degli Stati Uniti d'America alle elezioni presidenziali del 2024. Vance è poi nominato ufficialmente nella convention a Milwaukee. 

### Candidati Presidente e Vicepresidente
| Candidati      | Nome            | Data e luogo di nascita                            | Immagine | Carica                                                  | Stato di provenienza |
| -------------- | --------------- | -------------------------------------------------- | -------- | ------------------------------------------------------- | -------------------- |
| Presidente     | Donald J. Trump | 14 giugno 1946 Queens, New York, Stato di New York |          | Ex Presidente degli Stati Uniti d'America (2017-2021)   | Florida              |
| Vicepresidente | J. D. Vance     | 2 agosto 1984 Middletown, Ohio                     |          | Senatore degli Stati Uniti d'America per l'Ohio (2023-) | Ohio                 |

### Annotazioni
1. ↑  Lo stato di residenza originale di Trump era New York, fino al trasferimento a Mar-a-Lago nel 2019.

### Fonti
1. ↑  (EN) "The Rules of the Republican Party" (PDF), su prod-static.gop.com, 14 aprile 2024.
2. ↑   It’s official: Donald J. Trump is the GOP’s presumptive presidential nominee, su politico.com.
3. ↑  (EN) Browse Candidates for president:Republican Party, su FEC.gov. URL consultato il 20 agosto 2023.
4. ↑  (EN) 2020 Primary Election Results and Map | Upcoming Presidential Primary Races, su NBC News. URL consultato il 7 luglio 2023.
5. ↑  (EN) Corte suprema del Colorado, Supreme Court Case No. 23SA300 | Anderson v. Griswold (PDF), su Colorado Judicial Branch, 19 dicembre 2023.
6. ↑  (EN) Colorado Supreme Court kicks Trump off the state's 2024 ballot for violating the U.S. Constitution, su NBC News. URL consultato il 21 dicembre 2023.
7. ↑   Donald J. Trump escluso dalle primarie repubblicane in Colorado, su Internazionale. URL consultato il 21 dicembre 2023.
8. ↑  (EN) Trump Is Disqualified From 2024 Ballot, Colorado Court Says in Explosive Ruling, su The New York Times. URL consultato il 21 dicembre 2023.
9. ↑  (EN) Maine Secretary of State Decision in Challenge to Trump Presidential Primary Petitions, su Maine.gov. URL consultato il 29 dicembre 2023.
10. ↑   Lo stato del Maine esclude Donald J. Trump dalle primarie repubblicane, su Internazionale. URL consultato il 29 dicembre 2023.
11. ↑   Usa 2024, giudice esclude Trump dalle primarie in Illinois, su Skytg24, 29 febbraio 2024.
12. ↑  (EN) Trump v. Anderson (PDF), su Supreme Court of the United States, 4 marzo 2024.
13. ↑  (EN) Supreme Court Rules Trump Stays on Colorado Ballot, su The New York Times, 4 marzo 2024.
14. ↑   La corte suprema degli Stati Uniti ha deciso che Donald J. Trump si può candidare, su Internazionale, 4 marzo 2024.
15. ↑   Statement of Candidacy (PDF), su docquery.fec.gov, 8 dicembre 2022. URL consultato il 14 febbraio 2023 (archiviato dall'url originale il 14 febbraio 2023).
16. ↑  (EN) Brooke2022 Singman,  https://web.archive.org/web/20221116022451/https://www.foxnews.com/politics/donald-trump-announces-2024-re-election-run-president (archiviato dall'url originale il 16 novembre 2022).
17. ↑   Statement of Candidacy (PDF), su docquery.fec.gov, 14 febbraio 2023. URL consultato il 16 febbraio 2023 (archiviato dall'url originale il 16 febbraio 2023).
18. ↑  (EN) Burlij, Terence e Sullivan, Kate, Nikki Haley announces 2024 White House bid, in CNN, 14 febbraio 2023. URL consultato il 14 febbraio 2023 (archiviato dall'url originale il 14 febbraio 2023).
19. ↑  (EN) DeSantis Drops Out of Presidential Race and Endorses Trump, su New York Times.
20. ↑   Form 1 for RON DESANTIS FOR PRESIDENT, su docquery.fec.gov. URL consultato il 24 maggio 2023.
21. ↑  (EN) Florida Gov. Ron DeSantis launches 2024 presidential campaign to challenge Trump, su AP News, 24 maggio 2023. URL consultato il 24 maggio 2023.
22. ↑  (EN) Asa Hutchinson Suspends Republican Presidential Bid, su The New York Times, 16 gennaio 2024. URL consultato il 16 gennaio 2024.
23. ↑   Statement of Candidacy (PDF), su docquery.fec.gov, 6 aprile 2023. URL consultato l'8 aprile 2023 (archiviato dall'url originale l'8 aprile 2023).
24. ↑  (EN) Julia Manchester, Asa Hutchinson formally launches 2024 presidential campaign, su The Hill, 26 aprile 2023.
25. ↑  (EN) Vivek Ramaswamy Drops Out of 2024 Presidential Race, su The New York Times, 15 gennaio 2024. URL consultato il 16 gennaio 2024.
26. ↑   Statement of Candidacy (PDF), su docquery.fec.gov, 21 febbraio 2023. URL consultato il 4 marzo 2023 (archiviato dall'url originale il 7 marzo 2023).
27. ↑  (EN) Ramaswamy for President? Readers Respond, su The Wall Street Journal, 27 febbraio 2023. URL consultato il 28 febbraio 2023 (archiviato dall'url originale il 28 febbraio 2023).
28. ↑   Federal Election Commission, su docquery.fec.gov. URL consultato il 6 giugno 2023.
29. ↑  (EN) Former New Jersey Gov. Chris Christie, a top Republican Trump critic, files paperwork to launch 2024 presidential campaign, su CNBC, 6 giugno 2023. URL consultato il 6 giugno 2023.
30. ↑   Form 1 for Doug Burgum for America, Inc., su docquery.fec.gov. URL consultato il 7 giugno 2023.
31. ↑  (EN) Doug Burgum, Doug Burgum: Why I'm Running for President in 2024, in The Wall Street Journal, 6 giugno 2023.
32. ↑   Statement of Candidacy (PDF), su docquery.fec.gov, 19 maggio 2023. URL consultato il 19 maggio 2023 (archiviato dall'url originale il 19 maggio 2023).
33. ↑  (EN) Natalie Allison, Tim Scott files paperwork to run for president, su POLITICO, 19 maggio 2023. URL consultato il 19 maggio 2023.
34. ↑   Statement of Candidacy, su docquery.fec.gov, 5 giugno 2023. URL consultato il 5 giugno 2023.
35. ↑  (EN) Pence ends White House campaign after struggling to gain traction. ‘This is not my time,’ he says, su apnews.com.
36. ↑   Statement of Candidacy (PDF), su docquery.fec.gov, 1º maggio 2023. URL consultato il 13 maggio 2023 (archiviato dall'url originale il 13 maggio 2023).
37. ↑  (EN) Shania Shelton, Larry Elder ends his campaign for the 2024 Republican presidential nomination | CNN Politics, su CNN, 26 ottobre 2023. URL consultato il 28 ottobre 2023.
38. 1 2  (EN) Eric Bradner, Michigan businessman Perry Johnson ends GOP presidential bid | CNN Politics, su CNN, 20 ottobre 2023. URL consultato il 28 ottobre 2023.
39. ↑   Statement of Candidacy (PDF), su docquery.fec.gov. URL consultato il 18 aprile 2023.
40. ↑   Form 1 for HURD FOR AMERICA, INC., su docquery.fec.gov. URL consultato il 22 giugno 2023.
41. ↑  (EN) Patrick Svitek, Will Hurd drops out of 2024 presidential race, su The Texas Tribune, 9 ottobre 2023. URL consultato il 28 ottobre 2023.
42. ↑   Federal Election Commission, su docquery.fec.gov. URL consultato il 14 giugno 2023.
43. ↑  (EN) Miami Mayor Francis Suarez suspends his campaign for president, su npr.org.
44. ↑  Tra questi il 63,3% per Nessuno tra questi candidati
45. 1 2  Ryan Binkley
46. ↑  Tra questi il 3,0% Senza impegno
47. ↑  Tra questi l'1,6% Senza impegno
48. ↑  Tra questi lo 0,7% Nessuna preferenza
49. ↑  Tra questi lo 0,9% Scheda bianca
50. ↑  Tra questi:
-l'1,0% Nessuna preferenza
-lo 0,4% Scheda bianca
51. ↑  Tra questi lo 0,2% per Candidati write-in
52. ↑  Tra questi lo 0,8% Senza impegno
53. 1 2  Tra questi il 2,0% Senza impegno
54. ↑  Tra questi:
-lo 0,8% per Candidati write-in;
-lo 0,9% 'Scheda bianca';
-lo 0,1% 'Scheda nulla'
55. ↑  Tra questi l,1,1% per Candidati write-in
56. ↑  Tra questi il 5,2% per Nessuno dei nomi mostrati
57. 1 2  Chris Christie
58. ↑  Tra questi il 4,8% Senza impegno
59. ↑  Tra questi il 2,1% Non istruito
60. ↑  (EN) 2024 Presidential Delegate Count, su Associated Press.
61. ↑  (EN) Iowa Caucus Results, su The New York Times, 15 gennaio 2024.
62. ↑  (EN) 2024 Republican Presidential Primary Election Results, su New Hampshire Secretary of State, 23 gennaio 2024.
63. ↑  (EN) Silver State Election Results 2024, Presidential Preference Primary,, su Nevada Secretary of State, 6 febbraio 2024.
64. ↑  (EN) Nevada Caucus Results, su Nevada Republican Party, 8 febbraio 2024.
65. ↑  (EN) 2024 Virgin Islands Presidential Caucus, su https://rcvis.com/, 8 febbraio 2024.
66. ↑  (EN) South Carolina Republican Primary Results, su The New York Times, 24 febbraio 2024.
67. ↑  (EN) 2024 Michigan Election Results, su Michigan Secretary of State, 27 febbraio 2024.
68. ↑  (EN) Michigan Presidential Caucus Election Results, su NBC News, 2 marzo 2024.
69. ↑  (EN) Idaho Republican Caucus Results, su The New York Times, 2 marzo 2024.
70. ↑  (EN) Missouri Republican Caucus Results, su The New York Times, 2 marzo 2024.
71. ↑  (EN) Washington D.C. Republican Primary Election Results, su The New York Times, 3 marzo 2024.
72. ↑  (EN) North Dakota Republican Caucus Results, su The New York Times, 4 marzo 2024.
73. ↑  (EN) Alabama Republican Primary Election Results, su The New York Times, 5 marzo 2024.
74. ↑  (EN) Alaska Republican Caucus Results, su The New York Times, 5 marzo 2024.
75. ↑  (EN) Arkansas Republican Primary Election Results, su The New York Times, 5 marzo 2024.
76. ↑  (EN) California Presidential Primary Election President Republican - Statewide Results, su California Secretary of State, 5 marzo 2024.
77. ↑  (EN) 03/05/2024 OFFICIAL PRIMARY ELECTION RESULTS - STATEWIDE, su North Carolina State Board of Elections, 5 marzo 2024.
78. ↑  (EN) COLORADO ELECTION RESULTS March 5, 2024 Presidential Primary Election PRESIDENT OF THE UNITED STATES - REPUBLICAN PARTY, su Colorado Secretary of State, 5 marzo 2024.
79. ↑  (EN) Tabulations for Elections held in 2024 March 5, 2024 Presidential Primary Election, su Maine Secretary of State, 5 marzo 2024.
80. ↑  (EN) 2024 President Republican Primary, su Massachusetts Secretary of State, 5 marzo 2024.
81. ↑  (EN) 2024 PRESIDENTIAL PRIMARY RESULTS, su Minnesota Secretary of State, 5 marzo 2024.
82. ↑  (EN) Oklahoma Republican Primary Election Results, su The New York Times, 5 marzo 2024.
83. ↑  (EN) State of Tennessee - Totals March 5, 2024 Republican Presidential Preference Primary Candidates for President of the United States, su Tennessee Secretary of State, 5 marzo 2024.
84. ↑  (EN) TEXAS ELECTION RESULTS, su Texas Secretary of State, 5 marzo 2024.
85. ↑  (EN) Utah Republican Caucus Results, su The New York Times, 5 marzo 2024.
86. ↑  (EN) OFFICIAL REPORT OF THE CANVASSING COMMITTEE UNITED STATES AND VERMONT STATEWIDE OFFICES PRESIDENTIAL PRIMARY, MARCH  5, 2024 (PDF), su Vermont Secretary of State, 5 marzo 2024.
87. ↑  (EN) 2024 March Republican Primary Virginia Election Night Reporting, su Virginia Department of Elections, 5 marzo 2024.
88. ↑  (EN) The Green Papers 2024 Presidential Primaries, Caucuses, and Conventions American Samoa Republican, su Green Papers, 8 marzo 2024.
89. ↑  (EN) Georgia Republican Primary Election Results, su The New York Times, 12 marzo 2024.
90. ↑  (EN) The Green Papers 2024 Presidential Primaries, Caucuses, and Conventions Hawaii Republican, su Green Papers, 12 marzo 2024.
91. ↑  (EN) Mississippi Republican Primary Election Results, su The New York Times, 12 marzo 2024.
92. ↑  (EN) March 12, 2024 Presidential Primary Results Republican Party, su Washington Secretary of State, 12 marzo 2024.
93. ↑  (EN) The Green Papers 2024 Presidential Primaries, Caucuses, and Conventions Northern Marianas Republican Republican, su Green Papers, 12 marzo 2024.
94. ↑  (EN) The Green Papers 2024 Presidential Primaries, Caucuses, and Conventions Guam Republican, su Green Papers, 12 marzo 2024.
95. ↑  (EN) Arizona Republican Primary Election Results, su The New York Times, 19 marzo 2024.
96. ↑  (EN) Florida Department of State Division of Elections March 19, 2024 Primary Election Republican Primary, su Florida Department of State, 19 marzo 2024.
97. ↑  (EN) Illinois Republican Primary Election Results, su The New York Times, 19 marzo 2024.
98. ↑  (EN) Kansas Secretary of State 2024 Presidential Preference Primary Election Official Vote Totals (PDF), su Kansas Secretary of State, 19 marzo 2024.
99. ↑  (EN) Ohio Republican Primary Election Results, su The New York Times, 19 marzo 2024.
100. ↑  (EN) Louisiana Secretary of State Official Election Results Presidential Nominee -- Republican Party, su The New York Times, 23 marzo 2024.
101. ↑  (EN) Connecticut Republican Primary Election Results, su The New York Times, 2 aprile 2024.
102. ↑  (EN) New York Republican Primary Election Results, su The New York Times, 2 aprile 2024.
103. ↑  (EN) Rhode Island Republican Primary Election Results, su The New York Times, 2 aprile 2024.
104. ↑  (EN) Wisconsin Republican Primary Election Results, su The New York Times, 2 aprile 2024.
105. ↑  (EN) The Green Papers 2024 Presidential Primaries, Caucuses, and Conventions Puerto Rico Republican, su Green Papers, 21 aprile 2024.
106. ↑  (EN) The Green Papers 2024 Presidential Primaries, Caucuses, and Conventions Puerto Rico Republican, su Green Papers, 23 aprile 2024.
107. ↑  (EN) Official dates for Republican National Convention released, su TMJ4 News, 21 dicembre 2022. URL consultato il 26 ottobre 2023.
108. ↑  (EN) Kelly Hooper, RNC approves Milwaukee as 2024 convention host, su POLITICO, 5 agosto 2022. URL consultato il 26 ottobre 2023.
109. ↑   Spari contro Trump a un comizio in Pennsylvania: ferito, su tg24.sky.it.
110. ↑  
Pennsylvania, spari al comizio di Trump
111. ↑   JD Vance è il candidato vice presidente di Donald J. Trump, su Il Post, 15 luglio 2024. URL consultato il 15 luglio 2024.